# سان لورينزو (إيطاليا)
هي مدينة تقع في مقاطعة ريدجو كالابريا في جنوب إيطاليا.وتبعد عن ريدجو كالابريا 20 كم.ويبلغ عدد سكانها 2,916 نسمة .

## السكان
في سنة 1861 بلغ عدد السكان 3٬896 نسمة، وتطور العدد ليصل في سنة 2011 لـ 2٬685 نسمة.
يظهر هذا المخطط البياني تطور النمو السكاني لـ سان لورينزو (إيطاليا)